# (36638) 2000 QO179
2000 QO179 (asteroide 36638) é um asteroide da cintura principal. Possui uma excentricidade de 0.05974280 e uma inclinação de 2.56608º.
Este asteroide foi descoberto no dia 31 de agosto de 2000 por LINEAR em Socorro.